# Merki (heraldyka)

Merki rybaków z Kuźnicy z k. XIX w.

Merki – znaki rodowe używane przez kaszubskich rybaków.
Nazwa wywodzi się prawdopodobnie od przekształconego słowa gmerk, oznaczającego mieszczański lub chłopski znak rodowy. Merki znane były już w XVIII w., ale mogły być używane też wcześniej. Miały zwykle kształt prostych znaków linearnych, łatwych do wycięcia lub wypalenia w drewnie, przypominają niekiedy znaki runiczne co bywa powodem spekulacji na temat ich pochodzenia. Służyły zwykle do oznaczania sprzętu rybackiego, łodzi i domostw. Niektóre merki należące do różnych gałęzi wielkich rodów kaszubskich wykazują cechy podobieństwa, co może wskazywać na podobne procesy ich kształtowania jak w przypadku powstawania odmian herbowych.
Używane były powszechnie jeszcze w poł. XX w., później rzadziej. Obecnie zauważa się wzrost zainteresowania merkami, związany prawdopodobnie z renesansem tradycji i folkloru kaszubskiego.

Projekt merków informacyjnych dla Łeby

Interesujący projekt wykorzystania stylistyki merków dla stworzenia charakterystycznego miejskiego systemu informacji wizualnej dla Łeby zaproponował gdański artysta multimedialny Konrad Zientara z grupy twórczej Niezależny Związek Bardzo Artystów „NieZBA”, związanej ze środowiskiem Kolonii Artystów w Stoczni Gdańskiej.

## Literatura
- Andrzej Ropelewski: Merki rybaków morskich wybrzeża gdańskiego w: Prace Morskiego Instytutu Rybackiego, Gdynia, 1960